# Macroptilium panduratum
Macroptilium panduratum là một loài thực vật có hoa trong họ Đậu. Loài này được (Benth.) Marechal & Baudet miêu tả khoa học đầu tiên.